# Lacluta
Lacluta (tetum Lakluta) ist ein osttimoresischer Ort  im Verwaltungsamt Lacluta im Westen der Gemeinde Viqueque.

## Geographie
Der Ort Lacluta liegt im Suco Ahic, etwa 44 km nordwestlich der Gemeindehauptstadt Viqueque und etwa 24 km südöstlich von der Landeshauptstadt Dili. Lacluta liegt 303 Meter über dem Meer. Die katholische Kirche von Lacluta ist dem hl. Antonius geweiht.

## Geschichte
Lacluta war eines der traditionellen Reiche Timors, das von einem Liurai regiert wurden. Es erscheint auf einer Liste von Afonso de Castro, einem ehemaligen Gouverneur von Portugiesisch-Timor, der im Jahre 1868 47 Reiche aufführte und war bereits im 18. Jahrhundert ein Verbündeter Portugals.
1811 rebellierte Lacluta gegen die Tributzahlungen an Portugal.
Ab 1877 führte der Pater Sebastião Aparício da Silva in Lacluta eine Missionsstation.
1976 war Lacluta ein Rückzugsgebiet der FALINTIL, die gegen die indonesischen Invasoren kämpfte. Hier gründete sie eine base de apoio, eine Widerstandsbasis, die Zuflucht für Flüchtlinge aus Lacluta, Ossu, Baucau und Viqueque bot. Später wurde die Basis von den Indonesiern zerstört. Jene die sich hier ergaben wurden interniert und litten an Hunger. Sie konnten weder etwas anpflanzen, noch frisches Wasser holen. Vor allem Kinder und ältere Menschen starben. Überlebende berichten:

„1979 ergaben wir uns in der alten Stadt von Lacluta. Etwa 500 Personen starben an Hunger und durch den Mangel an Medikamenten zur Bekämpfung von Tuberkulose, Marasmus und Durchfall. Viele die starben, hatten keine Familienmitglieder mehr, um sie zu beerdigen. Einige starben im Camp und einige während sie im Wald nach etwas zum Essen suchten. Wir überlebten von Essen wie:
- Sago aus der Bebakpalme
- Früchte des Gummibaums
- Guaven
- Blätter vom Ende der Kokosnuss
- Maek (eine Knolle)
- Kuan (eine kleine, fasrige Yamswurzel)
- Aidak (eine Art Lychee)
- Wasserspinat
- Bananenschößlinge
- Laho (Mäuse)
- Samea (Schlangen)
- Manduku (Frösche)

Pferde wurden für nur 1.000 indonesische Rupiah und zwei Dosen Reis für je eine Mahlzeit (rantang) von der Hansip gekauft. Goldketten konnte man für eine Dose Reis erwerben. Im Tausch für Nahrung, wie Büffel- oder Hirschfleisch, konnten Töchter an Hansip- und ABRI-Mitglieder zwangsverheiratet werden, selbst wenn sie schon gesetzlich verheiratet waren. 
ABRI und der Subdistriktadministrator (camat) entschlossen sich die Internierten von der alten Stadt Lacluta in das Dorf Dilor zu verlegen, das heute das administrative Zentrum des Verwaltungsamts bildet.“

Anfang März 1981 wurde Xanana Gusmão in Lacluta auf einer geheimen Nationalkonferenz zum Nachfolger des getöteten Nicolau dos Reis Lobatos als Chef der FALINTIL gewählt.